# Problème de l'induction
Le problème de l'induction est la question philosophique de savoir si le raisonnement inductif conduit à la connaissance, comprise dans le sens philosophique classique, car il met l'accent sur la prétendue absence de justification dans deux cas :
1. Généraliser les propriétés d'une classe d'objets fondée sur des observations de cas particuliers de cette catégorie (par exemple, la conclusion selon laquelle « tous les cygnes que nous avons vus sont blancs, par conséquent, tous les cygnes sont blancs », avant la découverte de cygnes noirs) ;
2. Présupposer qu'une séquence d'événements à l'avenir se produira comme elle a toujours fait dans le passé (par exemple, que les lois physiques resteront inchangées au cours du temps). David Hume appelle cela le « principe de l'uniformité de la nature »[2].

Le problème remet en question toutes les preuves empiriques faites dans la vie quotidienne ou par la méthode scientifique et, pour cette raison, le philosophe C. D. Broad a dit que « l'induction est la gloire de la science et le scandale de la philosophie ». Bien que le problème remonte au pyrrhonisme de la philosophie antique, ainsi que l'école chârvâka de la philosophie indienne, David Hume l'a réintroduit au milieu du XVIIIe siècle, avant que la réponse la plus notable ne soit fournie par Karl Popper deux siècles plus tard.

## Formulation du problème

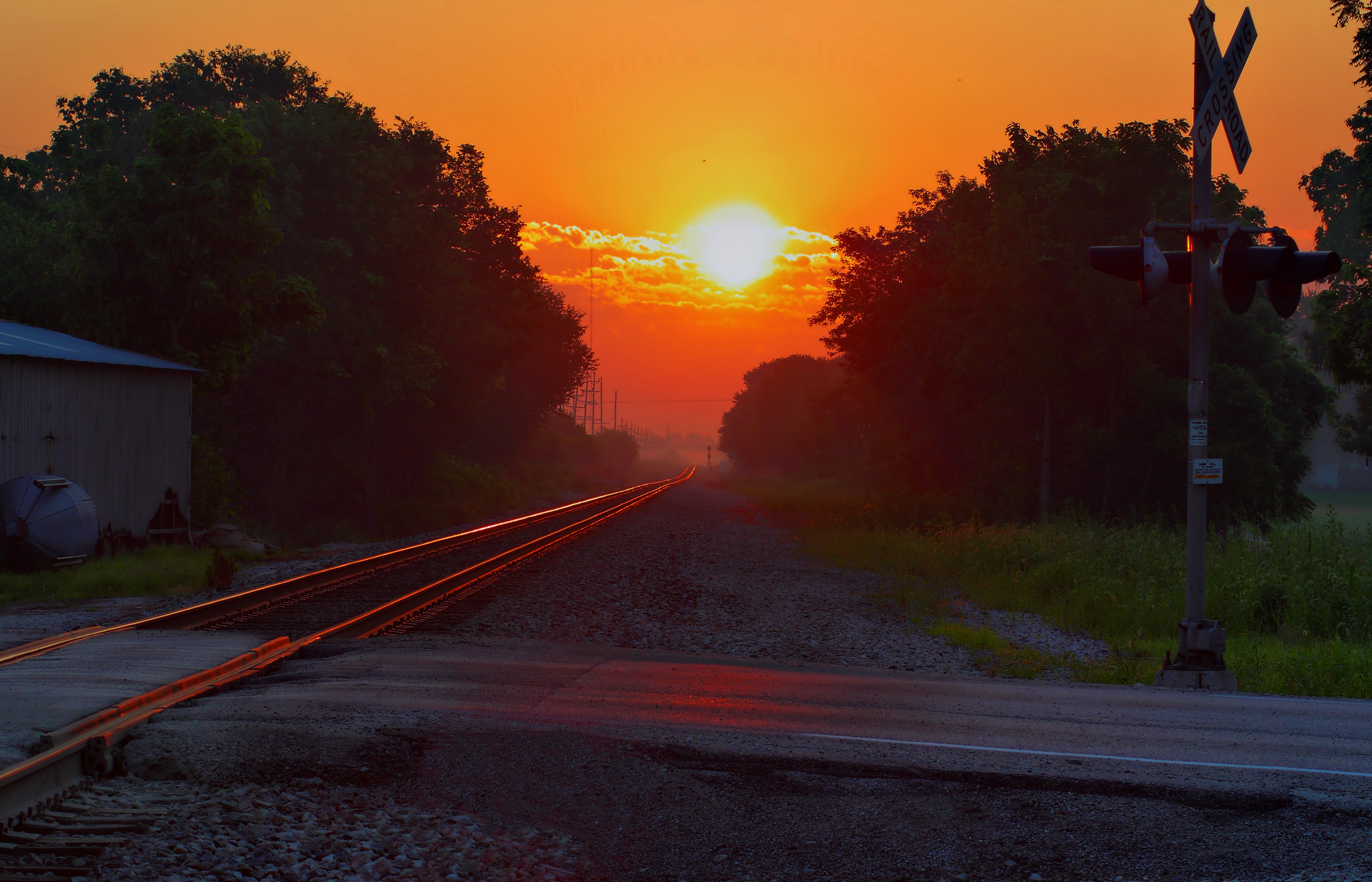
Habituellement déduit d'observations répétées: « Le soleil se lève toujours à l'est ».

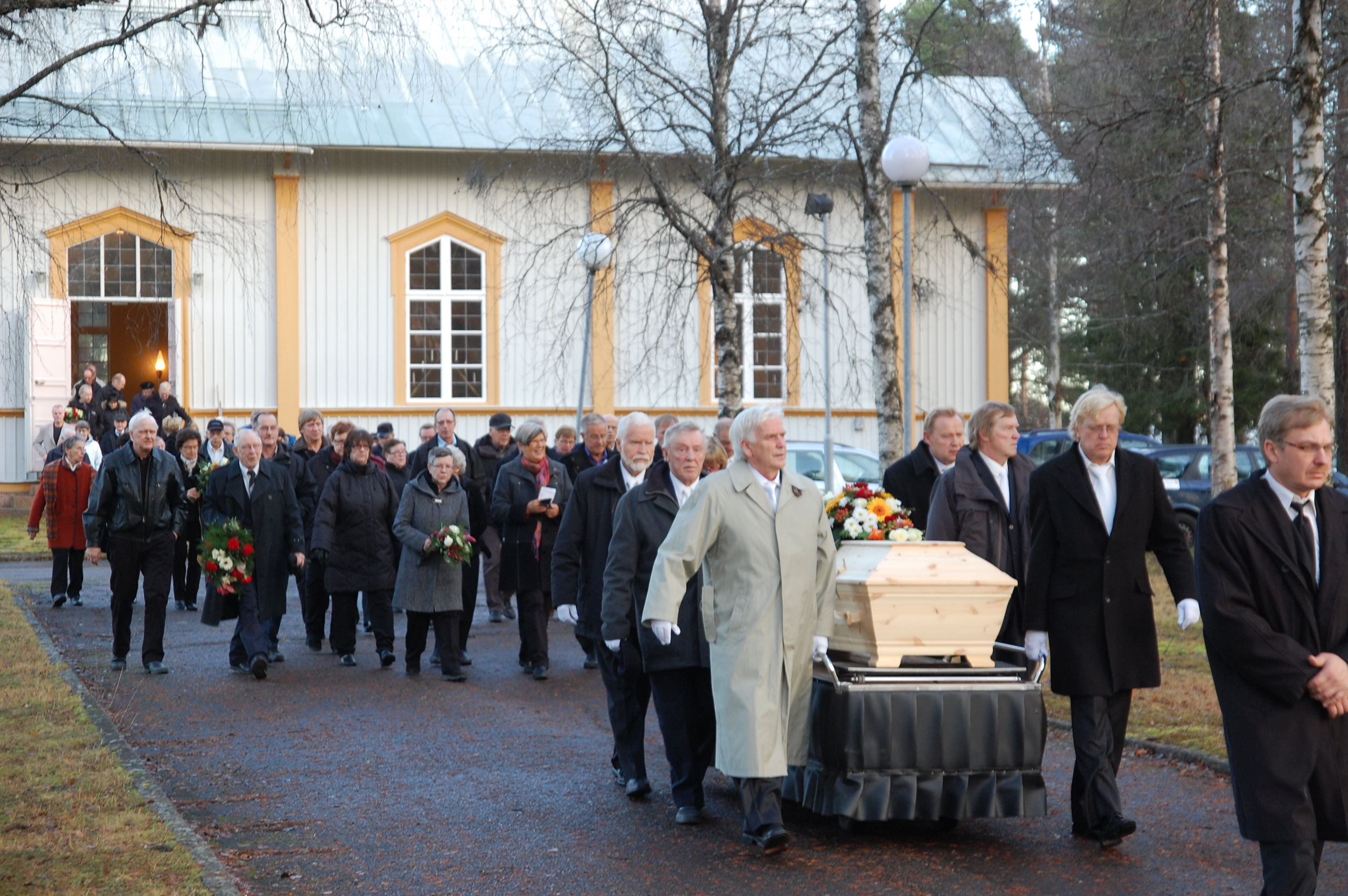
Généralement non déduit d'observations répétées : « Quand quelqu'un meurt, ce n'est jamais moi ».

Lors d'un raisonnement inductif, on fait une série d'observations et on infère une nouvelle affirmation fondée sur celles-ci. Par exemple, à partir d'une série d'observations d'une femme qui promène son chien en passant par le marché à 8 h du matin le lundi, il semble valable d'en conclure que, le lundi suivant, elle fera la même chose, ou que, en général, la femme promène son chien en passant au marché tous les lundis. Ce lundi suivant, quand la femme promènera son chien, cela ne fait qu'ajouter une observation de plus à la série, mais cela ne prouve pas que cet événement se produira tous les lundis. Tout d'abord, on ne sait pas, quel que soit le nombre d'observations, que la femme marche toujours à 8 h du matin le lundi. En fait, Hume aurait dit que nous ne pouvons pas prétendre qu'il est « plus probable », car cela nécessite l'hypothèse selon laquelle le passé définit l'avenir. Les observations elles-mêmes ne permettent pas d'établir la validité du raisonnement inductif, sauf inductivement.

### Origines modernes et anciennes
Le sceptique pyrrhonien Sextus Empiricus a premièrement questionné la validité du raisonnement inductif, affirmant qu'une règle universelle ne pouvait pas être établie à partir d'un ensemble incomplet de cas particuliers.
L'importance accordée à l'écart entre les prémisses et la conclusion présent dans le passage ci-dessus apparaît différent de l'accent de Hume mis sur le raisonnement circulaire d'induction. Cependant, Weintraub affirme, dans The Philosophical Quarterly que, bien que dans l'approche de Sextus le problème semble différent, l'approche de Hume était en fait une application d'un autre argument soulevé par Sextus.
Bien que l'argument de la régression soit applicable à la fois à la déduction et l'induction, Weintraub estime que l'argument de Sextus « est précisément la stratégie que Hume utilise contre l'induction : il ne peut pas être justifié, parce que la prétendue justification, étant inductive, est circulaire ». Elle conclut que « l'héritage le plus important de Hume est la supposition que la justification de l'induction n'est pas analogue à celui de la déduction. » Elle finit par une discussion sur la sanction implicite de Hume de la validité de la déduction, que Hume décrit comme intuitive d'une manière analogue au fondationnalisme moderne.
Le chârvâka, une école matérialiste et sceptique de la philosophie indienne, a souligné les défauts de l’utilisation de l'inférence comme moyen d'acquérir des connaissances valables. Elle a soutenu qu’il n'y a aucun moyen d'établir une connexion invariable entre le moyen terme et la proposition, donc que l'efficacité de l'inférence comme un moyen d’établir des connaissances valables ne pourrait jamais être établie,.
Le sceptique indien du IXe siècle, Jayarāśi Bhaṭṭa, a également fait une critique de l'inférence, ainsi que tous les moyens menant à la connaissance, et a montré par un type d'argument reductio qu'il n'y avait pas moyen de tirer des conclusions universelles à partir de l'observation de cas particuliers,.
Des écrivains médiévaux tels que al-Ghazâlî et Guillaume d'Ockham ont connecté le problème avec le pouvoir absolu de Dieu, demandé comment nous pouvons être certains que le monde continuera de se comporter comme prévu lorsque l'on sait que Dieu peut à tout moment miraculeusement provoquer le contraire. Duns Scotus a toutefois fait valoir que l'inférence inductive était justifiée par une « proposition reposante dans l'âme, quel que soit ce qui se produit dans un grand nombre de cas, par une cause qui n'est pas libre, est l'effet naturel de cette cause. ». Certains jésuites du XVIIe siècle ont fait valoir que, bien que Dieu pourrait entraîner la fin du monde à tout moment, cet événement est rare et donc nous pouvons croire, à juste titre, qu'il ne se produira pas de sitôt.

### David Hume
Peu de philosophes sont aussi associés à l'induction comme David Hume. Il a décrit le problème dans Enquête sur l'entendement humain, §4, fondé sur son cadre épistémologique. Ici, la « raison » se réfère à un raisonnement déductif et l'« induction » fait référence à un raisonnement inductif.
Tout d'abord, Hume réfléchit la découverte des relations causales, qui forment l'origine de ce qu'il appelle « les questions de fait ». Il fait valoir que les relations causales ne sont pas trouvées par la raison, mais par induction. Par exemple, quand quelqu'un pense à « une boule de billard se déplace en ligne droite vers une autre », on peut concevoir que la première boule va rebondir sur la deuxième boule et qu'elle ne va plus bouger, ou que la première boule se stoppe et que la deuxième bouge, ou encore que la première boule saute au-dessus de la seconde, etc. Il n'y a aucune raison de conclure par l'une de ces possibilités par rapport aux autres. On peut prédire, inductivement, seulement par l'observation précédente, ce qui va réellement se passer avec les boules. En règle générale, il ne faut pas que la relation causale du futur ressemble aux relations causales du passé, car elle est toujours envisageable autrement ; pour Hume, c'est parce que la négation de la déclaration ne conduit pas à une contradiction.
Ensuite, Hume réfléchit à la justification de l'induction. Si toutes les questions de fait sont fondées sur les relations causales, et que toutes les relations causales sont fondées sur l'induction, alors l'induction doit être démontrée valide. Il utilise le fait que l'induction suppose une connexion valide entre la proposition « J'ai trouvé qu'un tel objet a toujours été lié à tel » et la proposition « Je prévois que d'autres objets étant similaires au précédent seront aussi liés aux effets similaires ». On relie ces deux propositions non par la raison, mais par induction. Cette affirmation est étayée par le même raisonnement que pour les relations causales ci-dessus, et par l'observation que, même des personnes rationnellement inexpérimentées, peuvent déduire, par exemple, que le feu provoque des brûlures. Hume défie d'autres philosophes à amener avec une raison (déductive) pour la connexion. Si une justification déductive pour l'induction ne peut être fournie, alors il semble que l'induction repose sur une hypothèse inductive à propos de la connexion, qui serait une pétition de principe. L'induction, elle-même, ne peut pas expliquer valablement une connexion.
De cette façon, le problème de l'induction est non seulement préoccupé par l'incertitude des conclusions tirées par induction, mais met en doute le principe même par lequel ces conclusions incertaines sont dérivées.

### Nouvelle énigme d'induction de Nelson Goodman
Fact, Fiction, and Forecast de Nelson Goodman a présenté une description différente du problème de l'induction dans le chapitre intitulé « The New Riddle of Induction ». Goodman a proposé le nouveau prédicat « vleu ». Quelque chose est vleu si et seulement si il a été (ou sera, selon une hypothèse scientifique générale,) observé pour être vert avant un certain temps t et bleu après cette période. Le « nouveau » problème de l'induction est, puisque toutes les émeraudes que nous ayons vues sont à la fois vertes et vleues, pourquoi nous supposons que, après le temps t, nous trouverons des émeraudes vertes, mais pas vleues? Le problème soulevé est que deux inductions différentes seront vraies et fausses dans les mêmes conditions. En d'autres termes :
- Compte tenu des observations d'un grand nombre d'émeraudes vertes, une personne utilisant un langage commun déduira inductivement que toutes les émeraudes sont vertes.
- Compte tenu de la même série d'observations d'émeraudes vertes, une personne utilisant le prédicat « vleu » déduira inductivement que toutes les émeraudes qui seront observées après t, seront bleus, en dépit du fait qu'il a observé jusqu'à présent que des émeraudes vertes.

Goodman, cependant, souligne que le prédicat « vleu » est plus complexe que le prédicat « vert » car nous avons défini vleu grâce aux termes bleu et de vert. Si nous avions toujours pensé en termes de « vleu » et « bert » (où bert est bleu avant le temps t, puis vert par la suite), nous aurions considéré intuitivement que « vert » est un prédicat compliqué. Goodman pense que les hypothèses scientifiques privilégiées dépendent de prédicats « ancrés » dans notre langue.
W.V.O. Quine offre une solution possible à ce problème à l'aide de l'affirmation métaphysique selon laquelle seuls les prédicats qui identifient une « espèce naturelle » (à savoir une propriété réelle des choses réelles) peuvent être légitimement utilisés dans une hypothèse scientifique.

## Interprétations notables

### Hume
Même si l'induction n'est pas le produit de la raison, Hume observe que nous l'utilisons et que nous l'améliorons. Il propose une explication descriptive de la nature de l'induction au §5 de l'Enquête, intitulée « Skeptical solution of these doubts ». Il est par coutume ou habitude normal que l'on tire la connexion inductive décrite ci-dessus, et « sans l'influence de la coutume, nous serions tout à fait ignorants de toute question de fait au-delà de ce qui est immédiatement présent à la mémoire et aux sens. » Le résultat de la coutume est la croyance, qui est instinctive et beaucoup plus forte que l'imagination seule.

### Karl Popper
Le philosophe des sciences Karl Popper a cherché à résoudre le problème de l'induction,. Il argumente que la science n'utilise pas l'induction, et que l'induction n'est en fait qu'un mythe. Au lieu de cela, la connaissance est créée par la conjecture et la critique. Le rôle principal des observations et des expériences scientifiques, a-t-il soutenu, est la tentative de critiquer et de réfuter les théories existantes.
Selon Popper, le problème de l'induction pose la mauvaise question: il demande comment justifier les théories ne pouvant être justifiées par l'induction. Popper a fait valoir que la justification n'est pas nécessaire du tout, et la recherche de justification « implore une réponse autoritaire ». Au lieu de cela il faut chercher les erreurs afin de les corriger. Popper considère les théories qui ont subsisté à la critique comme les plus solides, mais, en contraste avec les théories inductivistes de la connaissance, moins susceptibles d'être vraies. Popper a jugé que la recherche pour les théories avec une forte probabilité d'être vraies était un faux objectif qui est en conflit avec la recherche de la connaissance. La science doit chercher des théories qui sont très probablement fausses d'une part, mais dont toutes les tentatives réelles de les réfuter ont échoué jusqu'à présent.

### Ouvrages
- (en) David Hume, An Enquiry concerning Human Understanding, P.F. Collier & Son., 1910 (1re édition 1748)  (ISBN 0-19-825060-6). Retrieved 27 December 2007.
- (en) David Wolpert, "The Lack of A Priori Distinctions between Learning Algorithms", Neural Computation, 8, 1996, Modèle:P.1341–1390 DOI 10.1162/neco.1996.8.7.1341.
- (en) Colin Howson, Hume's Problem: Induction and the Justification of Belief, Oxford University Press, 2000,  (ISBN 978-0-19-825038-8) (consulté le 7 janvier 2008).

### Articles liés
- A priori et a posteriori
- Abduction
- Inférence bayésienne
- Loi des grands nombres
- Problème de généralité multiple